# Vincenzo Carafa

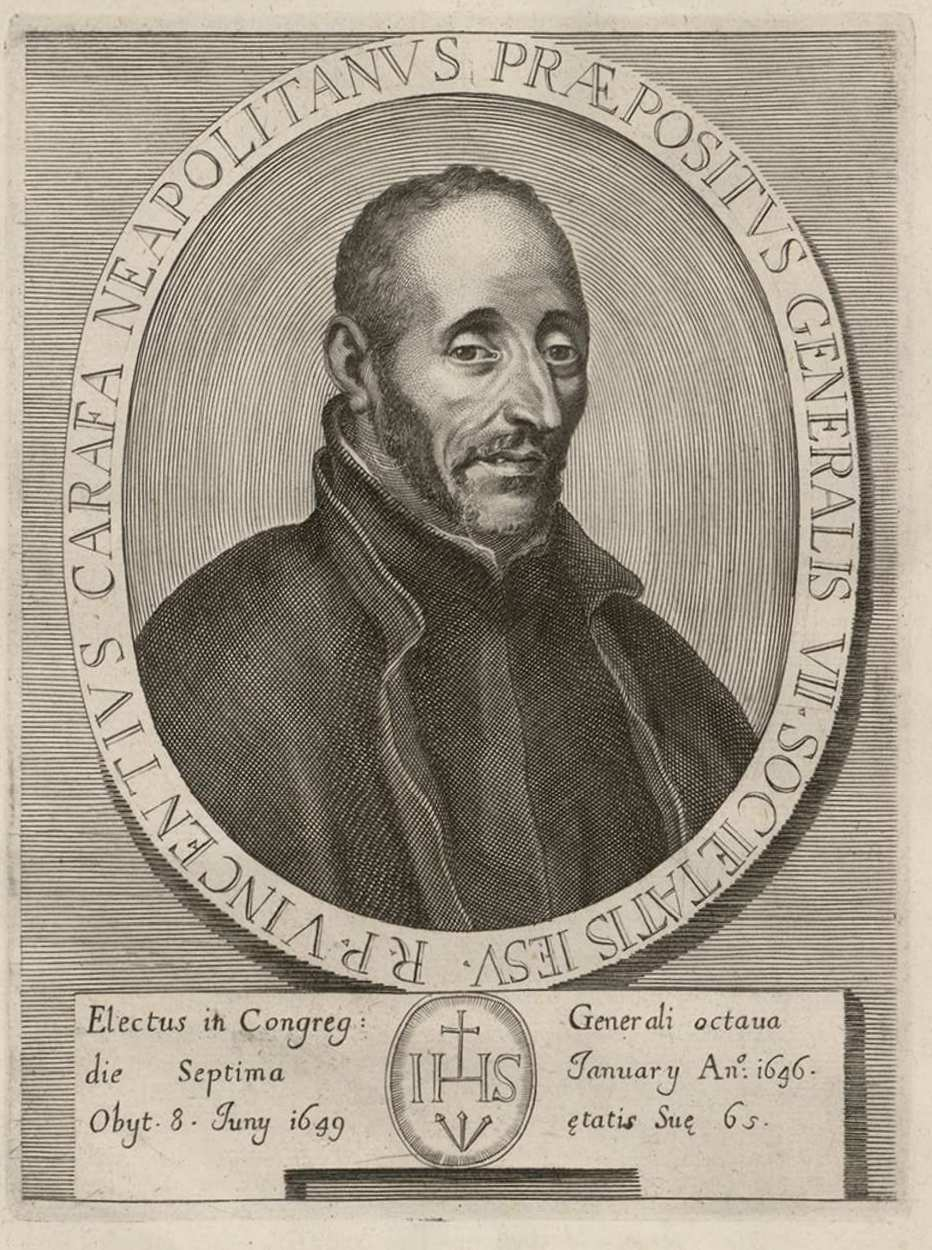
Vincenzo Carafa

Vincenzo Carafa, zuweilen auch Carrafa oder Caraffa (* 5. Mai 1585 in Andria; † 8. Juni 1649 in Rom), war der 7. General der Societas Jesu.

## Leben
Carafa stammte aus dem Geschlecht der Carafa, Grafen von Montorio, einer seiner Vorfahren war Gian Pietro Carafa, der spätere Papst Paul IV.
Mit 19 Jahren trat er am 4. Oktober 1604 in den Orden ein. Nach Ausbildung und Studium lehrte Carafa als Dozent Philosophie in Neapel und stand dort als Leiter dem Ordenshaus vor. In dieser Zeit begann er auch zu veröffentlichen, zumeist unter dem Pseudonym Aloysius Sidereus.
Nach dem Tod des 6. General des Ordens, Mutio Vitelleschi, wählte die Generalversammlung am 7. Januar 1646 Carafa zu ihrem 7. General.
Am 8. Juni 1649 starb Vincenzo Carafa im Alter von 64 Jahren in Rom. Sein Nachfolger wurde Francesco Piccolomini.
Das am 18. März 1693 eröffnete Seligsprechungsverfahren ist noch nicht abgeschlossen.

## Werke
- Cammino del cielo
- Cittadino del cielo
- Fascetto de mirra
- Il peregrino della terra
- Il serafino